# アダニエス・ディアス
アダニエス・アマドール・ディアス・ブリトー（Adanies Amador Díaz Brito, 1952年3月30日 - 1983年2月9日）は、コロンビアの歌手。幼い頃から類まれな才能を発揮し、音楽家として成功する機会を得た。サッカー選手ルイス・フェルナンド・ディアスの親戚にあたる。

## 来歴
ルイス・ギジェルモ・ディアスとエルミニア・ブリト・ボリバル夫妻の家で音楽的環境の中で育つ。小学校の一部をバランカスで学ぶが、15歳でリオハチャに移り、高校を卒業。
1974年、アコーディオン奏者のヌマ・ベイトマンに誘われ、サンタ・マルタへのオマージュ曲をレコーディングした。ディアスはバック・ヴォーカルを務め、ベイトマンはアコーディオンを弾きながら同時に歌った。
1976年、ディアスはアコーディオン奏者のダリオ・ディアスとともに「Ganador del festival Divi Divi」というタイトルの最初のLPを録音した。このLPには2曲しか収録されていない。翌年、イスマエル・ルダスと音楽家カップルを結成。彼らは 「De Competencia」、「Violento」、「Como Siempre」 という3枚のアルバムをレコーディングした。
1980年、ディアスはエクトル・ズレータと音楽家カップルを結成。彼らは 「Sensaciones」、「Pico y Espuela」、「Nuevamente Sensacionales」というタイトルの3枚のアルバムをレコーディングした。1982年8月、エクトル・ズレタが散弾銃で3発撃たれて殺害され、ディアスは鬱病に陥り、一時音楽活動から引退した。
アダニエス・ディアスは30の若さで交通事故死した。この事故で、ミュージシャンの母親と娘の一人も亡くなり、2人の息子ルイス・ギジェルモとアダニエス・デ・ヘスス、妻のクラリベス・オルティス・デ・ディアスも重傷を負った。

## アルバム
- 1976: Ganador Del Festival Divi Divi
- 1977: De Competencia
- 1978: Violento
- 1979: Como Siempre
- 1980: Sensacionales
- 1981: Pico y Espuela
- 1982: Nuevamente Sensacionales